# Corny-Machéroménil
Corny-Machéroménil is een gemeente in arrondissement Rethel in het Franse departement Ardennes in de regio Grand Est en maakt deel uit van het arrondissement Rethel. De gemeente telde 193 inwoners op 1 januari 2022.

## Geschiedenis
De gemeente ontstond door het samenvoegen van de plaatsjes Corny-la-Ville en Machéroménil in 1828.
Corny-Machéroménil maakte deel uit van het kanton Novion-Porcien tot het op 22 maart 2015 werd opgeheven en de gemeente werden opgenomen in het kanton Rethel.

## Geografie
De oppervlakte van Corny-Machéroménil bedraagt 10,54 vierkante kilometer; Op 1 januari 2022 was de bevolkingsdichtheid 18,3 inwoners per km².
De onderstaande kaart toont de ligging van Corny-Machéroménil met de belangrijkste infrastructuur en aangrenzende gemeenten.

## Demografie
Onderstaande figuur toont het verloop van het inwonertal.
Vanwege een beveiligingsprobleem met de MediaWiki Graph-software is het momenteel niet mogelijk deze grafiek weer te geven. Zodra de software is bijgewerkt zal de grafiek vanzelf weer zichtbaar worden.

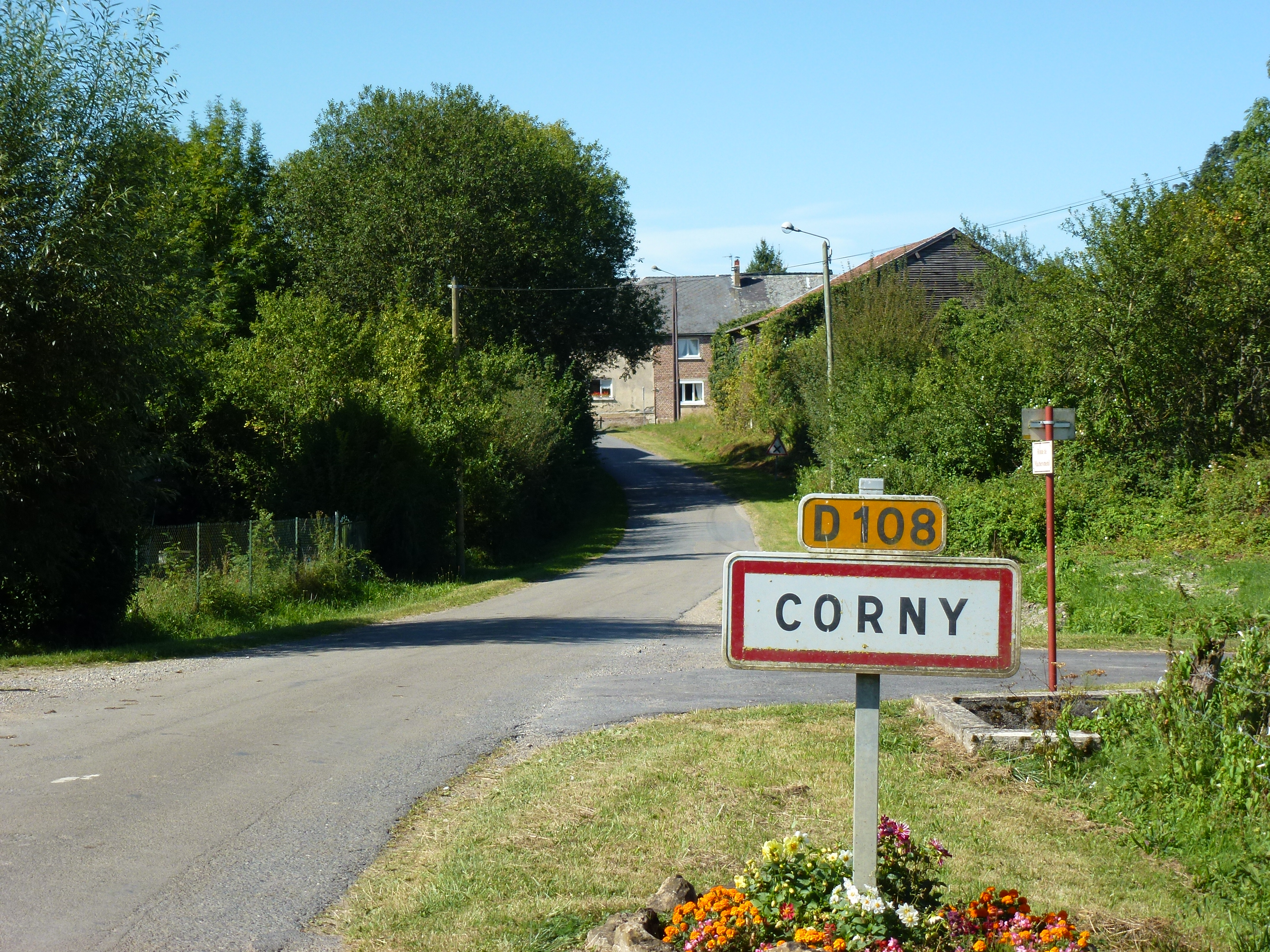
Entree van Corny-la-Ville
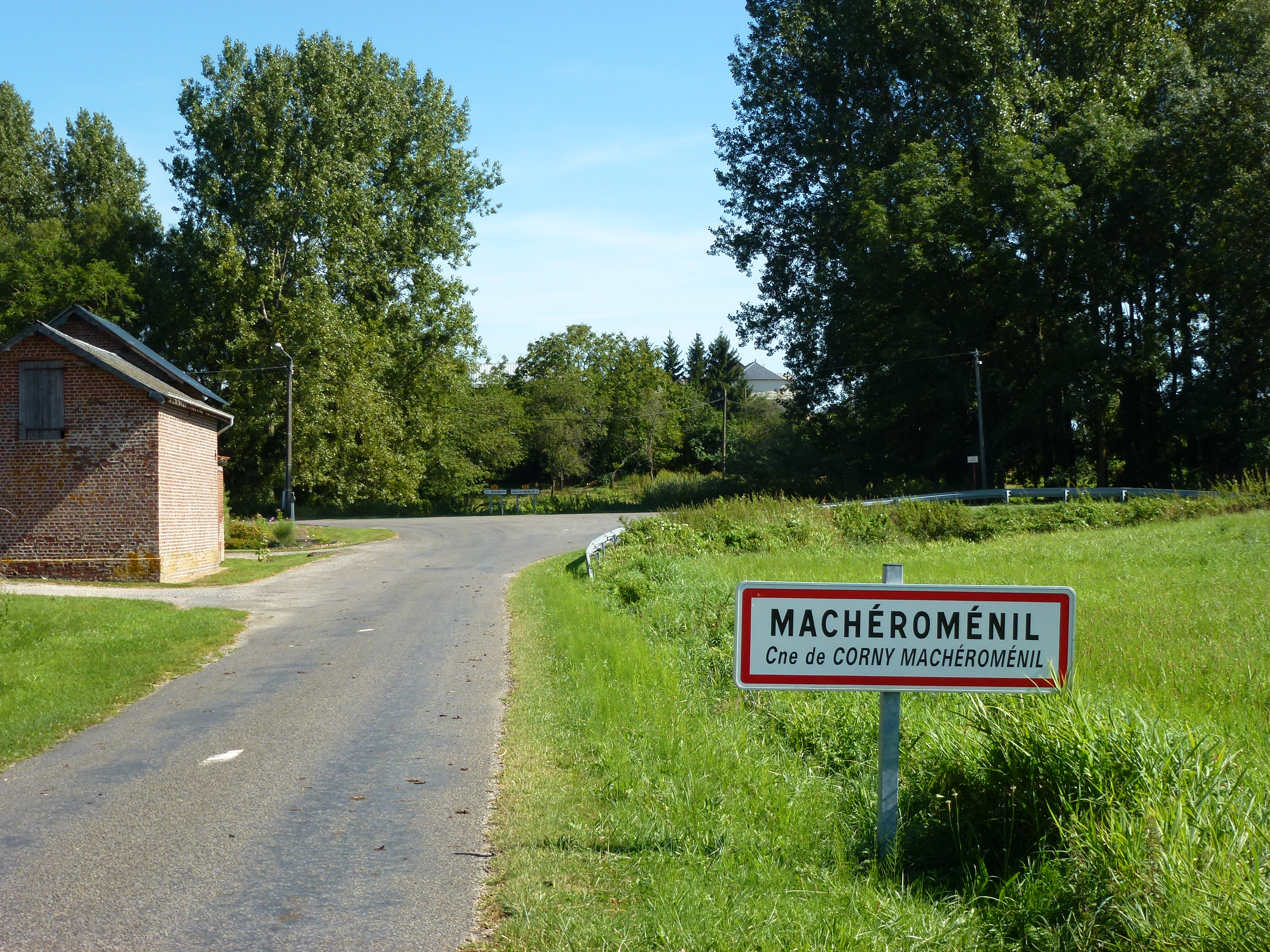
Entree van Machéroménil
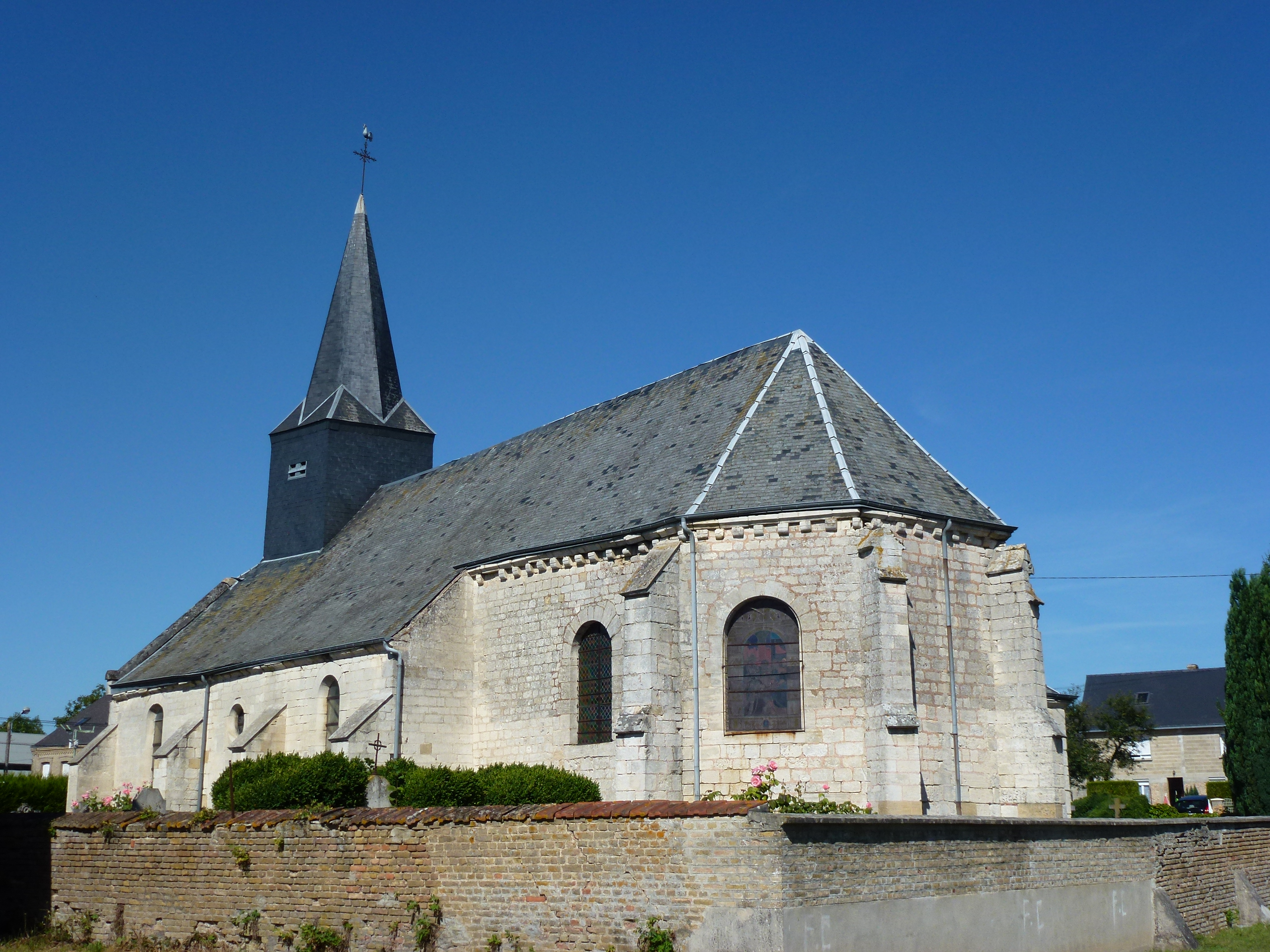
Kerk Saint-Denis van Corny
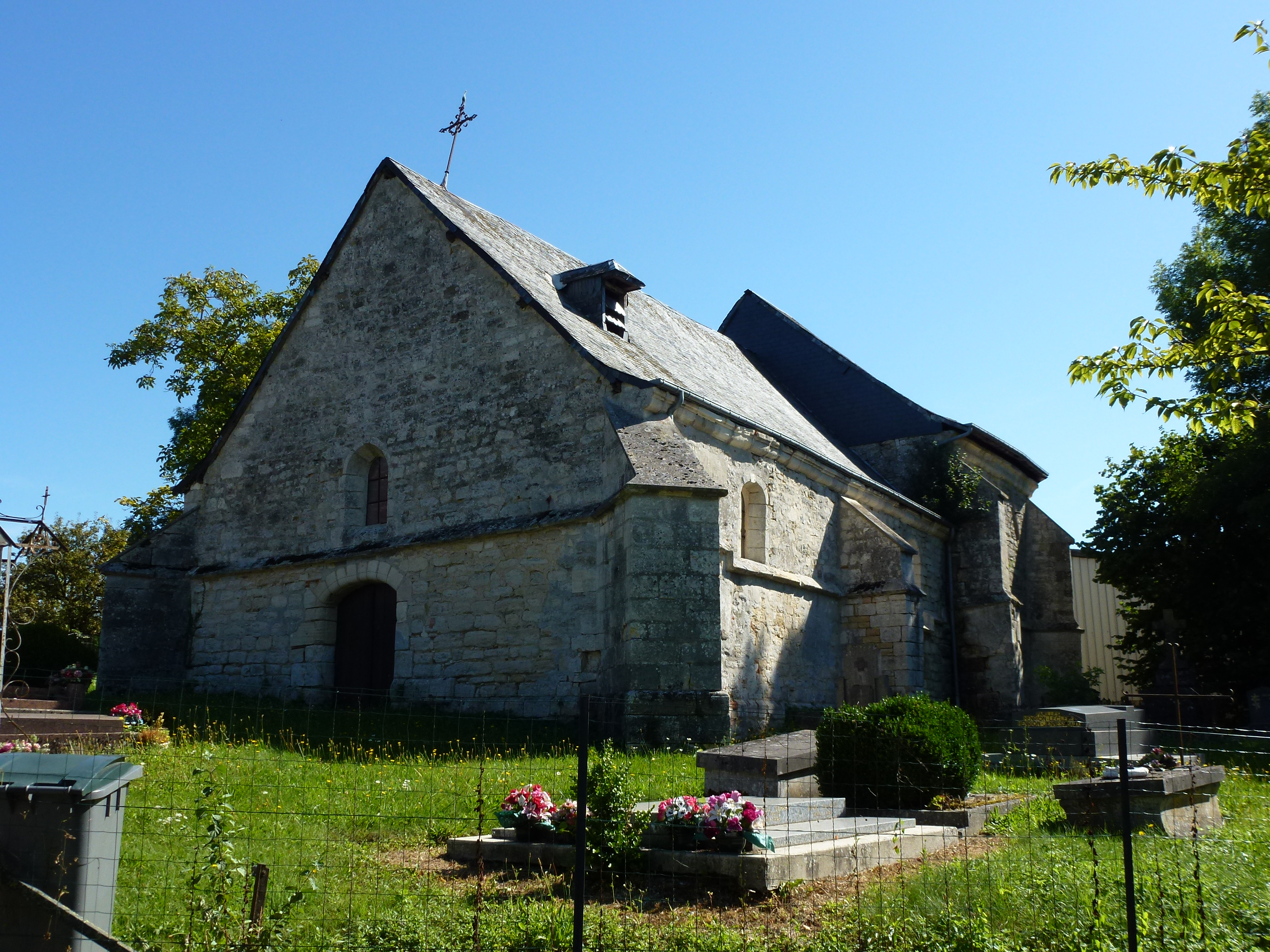
Kerk van Machéroménil

Acy-Romance · Amagne · Ambly-Fleury · Arnicourt · Barby · Bertoncourt · Biermes · Corny-Machéroménil · Coucy · Doux · Mont-Laurent · Nanteuil-sur-Aisne · Novy-Chevrières · Rethel · Sault-lès-Rethel · Seuil · Sorbon · Thugny-Trugny